# Paolo Veronese (traghetto)
Il Paolo Veronese è un traghetto appartenente alla compagnia di navigazione italiana Caronte & Tourist ed in servizio per Siremar.

## Caratteristiche
Il Paolo Veronese, costruzione appositamente per essere impiegato su rotte di medio-lungo raggio, dispone di 26 cabine di prima classe di cui 16 doppie e 10 quadruple, 36 cabine doppie di seconda classe, e 28 scompartimenti cuccette da quattro letti di tipo ferroviario.
Lungo 93 metri e largo 20, è studiato appositamente poter approdare nei difficili porti minori, spesso non protetti dalle avversità meteomarine.
Spinto da due motori FIAT a 16 cilindri, è in grado di raggiungere una velocità massima di 18 nodi e di trasportare un massimo di 673 passeggeri e 93 auto.

## Storia
Varato il 26 ottobre 1985 nel cantiere navale Fincantieri di Palermo con il nome di Paolo Veronese e consegnato il 13 febbraio 1986 alla Siremar, prende servizio il 21 febbraio nei collegamenti tra Porto Empedocle, Linosa e Lampedusa in sostituzione del Giotto.
Negli anni successivi, con il noleggio del Palladio e del Sansovino, viene trasferito nei collegamenti tra Trapani e Pantelleria, continuando saltuariamente ad operare nei collegamenti per le Isole Pelagie. Saltuariamente, è stato anche impiegato nei collegamenti tra Milazzo, le Isole Eolie e Napoli in sostituzione del Laurana.
Nel 2017 viene sottoposto ad intensi lavori di manutenzione nei cantieri navali di Messina, durante i quali, viene applicata la nuova livrea Siremar.
Nella primavera del 2018 viene sostituito dal Corsica Marina Seconda nei collegamenti tra Trapani e Pantelleria.
Il 9 giugno 2018 sostituisce il Lampedusa, fermo per un'avaria al motore, sulla Trapani-Pantelleria.
Da gennaio a luglio del 2020 viene sottoposto ad intensi lavori di ristrutturazione. In particolare, sono stati sostituiti i motori con due unità General Electric, assicurando maggiore velocità, minori consumi ed emissioni. In occasione degli stessi lavori sono state ricavate 14 cabine passeggeri in più e sono stati ristrutturati alcuni spazi comuni.
Dal 3 al 19 luglio 2022 opera nei collegamenti traPorto Empedocle e le Isole Pelagie in sostituzione del Sansovino, fermo a causa di un'avaria ai motori.
Dal 14 ottobre  2022 sostituisce il Cossyra sulla Porto Empedocle-Isole Pelagie. Dalla sera del 2 maggio 2024 torna in servizio nei collegamenti da Trapani a Pantelleria. Successivamente viene disarmato nei cantieri di Palermo.
Dal 15 aprile 2025 torna in servizio nei collegamenti tra Trapani  e Pantelleria.